# تو در خانه‌ام را بزن

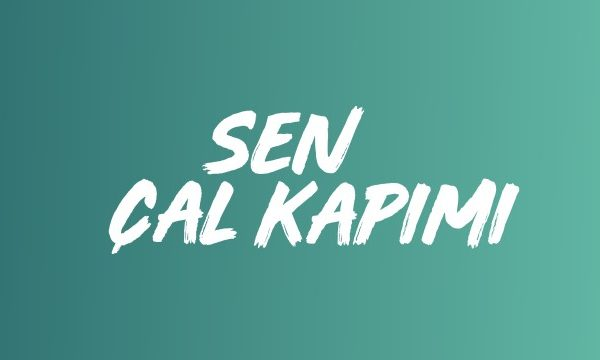
نشان‌وارۀ این مجموعۀ تلویزیونی

تو در خانه‌ام را بزن (به ترکی استانبولی:Sen Çal Kapımı) مجموعهٔ تلویزیونی در ژانر درام، عاشقانه و کمدی ساخت کشور ترکیه‌ و تولید ام‌اف یاپیم به کارگردانی آلتان دونمز و نویسندگی عایشه اونر کوتلو است. کرم بورسین و هانده ارچل نقش‌های اصلی را ایفا می‌کنند. اولین قسمت آن در ۸ ژوئیه ۲۰۲۰ از شبکه فاکس ترکیه به روی آنتن رفت و در ۸ سپتامبر ۲۰۲۱ پس از ۵۲ قسمت به پایان رسید.

## خلاصهٔ داستان

### فصل اول
ادا (هانده ارچل) که تمام هدفش در زندگی تحصیل و گرفتن بورسیه است، با سرکان بولات (کرم بورسین) که ارائه بورس تحصیلی بین‌المللی را رها کرده روبرو می‌شود. سرکان بولات به دلیل مشکلات شخصی دنبال کسی می‌گردد که بتواند به‌مدت دوماه نقش نامزد او را بازی کند به ادا پیشنهاد می‌کند که اگر دو ماه نقش نامزد اون را بازی کند، به‌صورت کاملاً رایگان بورسش را به ادا می‌دهد. اگرچه ادا ابتدا به دلیل تنفرش از سرکان این پیشنهاد را رد می‌کند اما با توجه به شرایط، مجبور به پذیرش می‌شود. سرکان و ادا ضمن نقش بازی کردن، رابطه‌ای پرشور و چالش‌برانگیز را تجربه می‌کنند که موجب می‌شود همه برنامه‌ریزی را فراموش کنند و...

### فصل دوم
سرکان پس از پنج سال، جدایی از ادا و پشت سر گذاشتن بیماری، برای یکی از کارهایش به شهری می‌رود که ادا آنجا زندگی می‌کند و در آنجا با یکدیگر روبرو می‌شوند؛ سرکان متوجه می‌شود که ادا موضوعی را از او پنهان می‌کند و در عین حال عشق او به ادا دوباره بیدار می‌شود و در کوشش است تا ادا را راضی کند. ادا از سرکان یک دختر به نام کیراز دارد و از او پنهان نگه داشته‌است. ادا عذاب وجدان گرفته‌ و در کوشش است تا به سرکان واقعیت را بگوید و...

## نمای کلی قسمت‌ها
| فصل | قسمت‌ها | قسمت‌ها | تاریخ اصلی روی آنتن رفتن | تاریخ اصلی روی آنتن رفتن |
| فصل | قسمت‌ها | قسمت‌ها | اولین بار                | آخرین بار                |
| --- | ------ | ------ | ------------------------ | ------------------------ |
| ۱   | ۳۹     | ۳۹     | ۸ ژوئیه ۲۰۲۰             | ۱۷ آوریل ۲۰۲۱            |
| ۲   | ۱۳     | ۱۳     | ۹ ژوئن ۲۰۲۱              | ۸ سپتامبر ۲۰۲۱           |

## بازیگران و شخصیت‌ها
| بازیگر                | شخصیت                |
| --------------------- | -------------------- |
| هانده ارچل            | ادا ییلدیز           |
| کرم بورسین            | سرکان بولات          |
| اوریم دوغان           | آیفر ییلدیز          |
| نسلیهان یلدان         | آیدان بولات          |
| چائری چیتاناک         | فرید شیمشک           |
| باشاک گومول‌جینلی‌اوغلو | پریل بایتکین         |
| علیجان آیتکین         | سیفی چیچک            |
| آنیل ایلتر            | انگین سزگین          |
| سارپ بزکورت           | اردم شانگای          |
| ملیسا دونگل           | جرن باشار            |
| ایلکیاز آرسلان        | لیلا هاکتان          |
| الچین آفاجان          | ملک (ملو) یوجل       |
| بیگه اونال            | سلین آتاکان          |
| ستاره آکباش           | فیگن (فیفی) ییلدیریم |
| احمد مارک سامرز       | آلپتکین بولات        |
| سارپجان کوراوغلو      | دنیز کارسوی          |
| اسماعیل اگه شاشماز    | کان کاراداغ          |
| هاکان کاراهان         | الکساندر زاکو        |
| علی آرسان دورو        | افه آکمان            |
| ایلایدا چیویک         | بالجا کوچاک          |
| عایشه‌گل ایشسور        | سمیحا ییلدیریم       |
| سینان آلبایراک        | کمال اوزجان          |
| مایا باشول            | کیراز بولات          |

## برنامه پخش اصلی
| فصل   | روز و ساعت پخش                   | پخش اصلی     | پخش اصلی       | تعداد قسمت‌های پخش شده | محدوده قسمت‌ها | سال انتشار | شبکه تلویزیونی |
| فصل   | روز و ساعت پخش                   | شروع فصل     | پایان فصل      | تعداد قسمت‌های پخش شده | محدوده قسمت‌ها | سال انتشار | شبکه تلویزیونی |
| ----- | -------------------------------- | ------------ | -------------- | --------------------- | ------------- | ---------- | -------------- |
| فصل ۱ | شنبه/چهارشنبه ساعت ۲۰:۰۰ ، ۲۲:۴۵ | ۸ ژوئیه ۲۰۲۰ | ۱۷ نیسان ۲۰۲۱  | ۳۹                    | ۱-۳۹          | ۲۰۲۰-۲۰۲۱  | فاکس تی‌وی      |
| فصل ۲ | چهارشنبه ساعت ۲۰:۰۰              | ۹ ژوئن ۲۰۲۱  | ۸ سپتامبر ۲۰۲۱ | ۱۳                    | ۴۰-۵۲         | ۲۰۲۱       | فاکس تی‌وی      |

- در فصل ۱؛ قسمت ۱ تا ۱۸ روز چهارشنبه ساعت ۲۰:۰۰، قسمت ۱۹تا ۳۸ روز شنبه ساعت ۲۰:۰۰ و قسمت پایانی قسمت ۳۹ شنبه ساعت ۲۲:۴۵ پخش شد.
- در فصل ۲؛ از قسمت ۴۰ تا ۵۲ که فصل پایانی است در روز چهارشنبه ساعت ۲۰ پخش شد.

## پخش تلویزیونی

#### ترکیه
این مجموعهٔ تلویزیونی از شبکه فاکس ترکیه پخش شد.

#### ایران
این مجموعهٔ تلویزیونی با عنوان عشق مشروط با دوبله فارسی از شبکهٔ ام‌بی‌سی پرشیا پخش شد.

این مجموعهٔ تلویزیونی با عنوان سريال تو در خانه ام را بزن با دوبله فارسي از شبكه MTC TV پخش شد و ميشود.

## پخش بین‌المللی
| ایتالیا                                   | کانال ۵                                 | Love in the Air                                  | [ ۱ ] [ ۲ ] [ ۳ ] |                      |         |        |                      |  |
| اسپانیا                                   | تله‌سینکو Divinity                       | Love in the Air                                  | [ ۴ ]             |                      |         |        |                      |  |
| اسلوونی                                   | POP TV                                  | Ko potrka ljubezen                               |                   |                      |         |        |                      |  |
| هند                                       | ام‌ایکس پلیر                             | Love is in the Air                               |                   |                      |         |        |                      |  |
| آلبانی                                    | TV Klan                                 |                                                  |                   |                      |         |        |                      |  |
| ایران                                     | ام‌بی‌سی پرشیا                            | عشق مشروط                                        | MTC TV            | تو در خانه ام را بزن | پاکستان | Urdu 1 | Dastak Meray Dil Pay |  |
| ایالات متحده آمریکا                       | تلموندو                                 | Love is in the Air                               |                   |                      |         |        |                      |  |
| اتحادیه کشورهای عرب                       | Shahid MBC 4                            | أطرق بابي                                        |                   |                      |         |        |                      |  |
| گرجستان                                   | Imeditv                                 |                                                  |                   |                      |         |        |                      |  |
| پورتوریکو                                 |                                         | Me Robaste el Corazon                            |                   |                      |         |        |                      |  |
| روسیه                                     | Subbotatv                               | Постучись в мою дверь                            |                   |                      |         |        |                      |  |
| لهستان                                    | WP                                      | Zapukaj do moich drzwi                           |                   |                      |         |        |                      |  |
| صربستان                                   | Prva                                    | Pokucaj na moja vrata                            |                   |                      |         |        |                      |  |
| مجارستان                                  | RTL Klub                                | Szerelem van a levegőben (Love in the air)       |                   |                      |         |        |                      |  |
| رومانی                                    | Acasă Gold                              | Dragostea plutește în aer                        |                   |                      |         |        |                      |  |
| اسلواکی                                   | TV Doma                                 | Láska na prenájom ("Love for rent")              |                   |                      |         |        |                      |  |
| عراق                                      | MBC Iraq                                |                                                  |                   |                      |         |        |                      |  |
| تونس                                      | Hannibal TV                             |                                                  |                   |                      |         |        |                      |  |
| لیتوانی                                   | LNK                                     | Pabelsk į mano širdį ("Knock on my heart")       |                   |                      |         |        |                      |  |
| جمهوری دومینیکن                           | اچ‌بی‌او مکس                              | ¿Será que Es Amor?                               |                   |                      |         |        |                      |  |
| برزیل                                     | اچ‌بی‌او مکس                              | Será Isso Amor?                                  | [ ۵ ]             |                      |         |        |                      |  |
| مکزیک                                     | اچ‌بی‌او مکس                              | ¿Será que Es Amor?                               |                   |                      |         |        |                      |  |
| آرژانتین                                  | اچ‌بی‌او مکس                              | ¿Será que Es Amor?                               |                   |                      |         |        |                      |  |
| کلمبیا                                    | اچ‌بی‌او مکس                              | ¿Será que Es Amor?                               |                   |                      |         |        |                      |  |
| شیلی                                      | اچ‌بی‌او مکس                              | ¿Será que Es Amor?                               |                   |                      |         |        |                      |  |
| جمهوری چک                                 | Prima Love                              | Láska klepe na dveře ("Love knocks on the door") | [ ۶ ]             |                      |         |        |                      |  |
| کشورهای مستقل مشترک‌المنافع و منطقه بالتیک | شبکه فاکس اینترنشنال اچ‌بی‌او مکس         |                                                  |                   |                      |         |        |                      |  |
| اسرائیل                                   | Torkis drama cannhel                    | הקש על דלתי (Knock on my door)                   |                   |                      |         |        |                      |  |
| بلغارستان                                 | bTV Lady                                | Почукай на вратата ми (Knock on my door)         |                   |                      |         |        |                      |  |
| آفریقای جنوبی                             | eExtra                                  | #DisComplicated (Afrikaans dubbed)               |                   |                      |         |        |                      |  |
| کرواسی                                    | RTL (Croatian TV channel) / RTL Kockica | Miriše na ljubav                                 |                   |                      |         |        |                      |  |
| آرژانتین                                  | Telefe                                  | Eda y Serkan: ¿será que es amor?                 | [ ۷ ]             |                      |         |        |                      |  |

## توضیحات
1. ↑  عشق مشروط عنوانی است که شبکه ام‌بی‌سی پرشیا برای این مجموعۀ تلویزیونی برگزیده‌است. ترجمه دقیق‌تر نام آن به فارسی «تو در ‌خانم‌ام را بزن» است. این مجموعه با عنوان «عشق در هوا پیچیده است» (به انگلیسی: Love is in the Air) در سطح جهانی شناخته شده‌است.